# American Chemistry Council
Der American Chemistry Council (ACC) ist eine Lobbyorganisation der nordamerikanischen chemischen Industrie.
Der Ursprung liegt in einem Chemikerverband, der im Jahr 1872 gegründet wurde. Der damalige Name lautete Manufacturing Chemists' Association, dann Chemical Manufacturers Association, bevor der Verband 2000 seinen jetzigen Namen erhielt.
Präsident und CEO ist Chris Jahn.
Der ACC ist im International Council of Chemical Associations das nordamerikanische Pendant des europäischen Verbands CEFIC. 2020 gab der Verband 14 Millionen $ für Lobbyarbeit aus.
Nach eigenen Angaben des ACC umfasste er 2022 mehr als 190 Mitgliedsunternehmen.